# Camila Trindade
Camila Trindade (Porto Alegre, Rio Grande do Sul, 10 de fevereiro de 1992) é uma modelo brasileira, mais conhecida por ter vencido a terceira temporada do reality show Brazil's Next Top Model, exibido pelo canal Sony Enterteinment.
Como parte do prêmio, Camila será a capa e fará um editorial para a revista Gloss, participará de campanhas publicitárias para Intimus e C&A, ganhará um guarda-roupa comleto (patrocinado pela Intimus), fará um curso de inglês na Irlanda e passará um final de semana em Paris, além de ganhar um contrato no valor de 100 mil reais com a Expor.
A campanha da C&A inclusive foi clicada juntamente com a Top model Isabeli Fontana e, acredite se quiser, a beleza de Camila Trindade foi replicada pela marca Expor Manequins que vende nacionalmente e internacionalmente manequins de loja com o rosto da modelo.
Camila vem participando de várias temporadas nacionais e internacionais de moda; já tendo desfilado para as grifes de André Lima, Neon, Mara Mac, entre vários outros. Tendo alçado vôos internacionais já por toda a América do Sul, Europa e Ásia.
Esta menina se destaca por seu profissionalismo e beleza por onde passa. Algo nos diz que ainda iremos ouvir muito sobre ela.